# Сильверстайн, Ларри
Ларри Сильверстайн (англ. Larry A. Silverstein; род. 30 мая 1931 года, Бедфорд-Стайвесант, Бруклин, Нью-Йорк, США) — американский предприниматель, миллиардер, крупный застройщик, владелец компании Silverstein Properties Inc.

## Биография

### Ранняя жизнь
Сильверстайн родился в Бедфорд-Стайвесанте, в 1931 году, в еврейской семье. В детстве он увлекался классической музыкой и играл на фортепиано. Он учился в Высшей школе музыки и искусства в Нью-Йорке, а затем в Нью-Йоркском университете, который окончил в 1952 году.
Сильверстайн занялся недвижимостью вместе со своим отцом, Гарри Г. Сильверстайном, а затем со своим другом и зятем Бернардом Х. Мендиком. В 1957 году они основали компанию Silverstein Properties под названием Harry G. Silverstein & Sons и купили своё первое здание на Манхэттене. Мендик и Сильверстайн продолжили дело после смерти старшего Сильверстайна в 1966 году. В 1977 году Мендик развёлся с Аннет Сильверстайн Мендик, и в то же время прекратилось их деловое партнёрство. Мендик сослался на разногласия по поводу стратегий в сфере недвижимости: Мендик хотел покупать здания, а Сильверстайн — строить.

### Всемирный торговый центр
В конце июня 2001 года Ларри Сильверстайн взял в аренду на 99 лет (фактически приобрёл) у портового управления Нью-Йорка башни-близнецы Всемирного торгового центра за $3,2 млрд, но в итоге успел выплатить лишь около $30 млн. 11 сентября 2001 года Ларри Сильверстайн и его дочь чудом выжили в терактах. Ларри любил завтракать каждый день в здании ВТЦ-1, а его дочь работала там, но в тот день ни один, ни вторая в здании не появились. По словам Ларри Сильверстайна именно его супруга спасла ему жизнь 11 сентября, настояв на том, чтобы он пошёл на запланированный приём к врачу.
Впоследствии жюри присяжных признало террористические атаки на башни ВТЦ 11 сентября 2001 года двумя отдельными страховыми случаями. Таким образом, сумма страховых выплат арендатору башен-близнецов Ларри Сильверстайну составила $4,65 млрд страховки, а также $3,4 млрд из фонда Liberty bond, то есть всего $8,05 млрд.

## Филантропия
В 2012 году Сильверстайн пожертвовал 5 млн долларов Хантерскому колледжу, альма-матер своей жены Клары, для финансирования Центра успеха студентов Клары и Ларри Сильверстайн. Сильверстайн удивила Клару подарком после того, как она произнесла прощальную речь в качестве председателя совета директоров Фонда Хантерского колледжа.

## Личная жизнь
Во время учёбы в колледже он работал в летнем лагере, где познакомился со своей будущей женой Кларой. Они поженились в 1956 году, и у них родилось трое детей: Лиза, Роджер и Шэрон. 
Его жена работала школьной учительницей и в первые несколько лет их брака содержала семью на свою зарплату, пока Сильверстайн учился в Бруклинской школе права.